# Katzenbach-Dünnbachtal (Schonwald)
Koordinaten: 48° 25′ 48,3″ N, 8° 57′ 59,3″ O
Das Gebiet Katzenbach-Dünnbachtal ist ein mit Verordnung vom 9. Oktober 2000 durch die Körperschaftsforstdirektion Tübingen ausgewiesener Schonwald (Schutzgebiet-Nummer 200390) in Baden-Württemberg.

## Lage
Das Schutzgebiet befindet sich westlich von Dettingen. Im Norden und Westen überlagert es sich mit dem Naturschutzgebiet Katzenbach-Dünnbachtal. Im Osten, Norden und Westen des Gebiets grenzt es an das Landschaftsschutzgebiet Rammert. Es umfasst ausschließlich Wald der Stadt Rottenburg und beinhaltet die Abteilung 34 sowie in Teilen die Abteilungen 30, 31, 54 und 61 des Distriktes 1 „Rammert“.
Das Waldschutzgebiet umfasst Teile des Flurstücks 8941, Gemarkung Rottenburg. Es überschneidet sich größtenteils mit dem FFH-Gebiet Rammert und dem Vogelschutzgebiet Mittlerer Rammert.

## Vegetation
Im Schonwald kommen laut Waldbiotopkartierung die folgenden Pflanzen vor:
Weiß-Tanne, Feldahorn, Berg-Ahorn, Giersch, Schwarz-Erle, Buschwindröschen, Wald-Zwenke, Winkel-Segge, Stachel-Segge, Wald-Segge, Gemeine Hainbuche, Großes Hexenkraut, Maiglöckchen, Gemeine Hasel, Weißdorn, Rasen-Schmiele, Gewöhnlicher Dornfarn, Echter Wurmfarn, Rotbuche, Wald-Erdbeere, Gemeine Esche, Waldmeister, Ruprechtskraut, Echte Nelkenwurz, Gemeiner Efeu, Rote Heckenkirsche, Wald-Sauerklee, Ährige Teufelskralle, Gemeine Fichte, Vielblütige Weißwurz, Quirlblättrige Weißwurz, Blutwurz, Hohe Schlüsselblume, Echte Schlüsselblume, Traubeneiche, Stieleiche, Feld-Rose, Hundsrose, Große Sternmiere, Winterlinde.

## Schutzzweck
Der Schutzzweck des Schonwalds ist gemäß Schutzgebietsverordnung
- Die Erhaltung, Pflege und Entwicklung eines eichenreichen Mischwaldes mit Elsbeere, hervorgegangen aus ehemaliger Mittelwaldbewirtschaftung. Die einbezogenen Fichtenbestände sind langfristig in standortgerechte Laubmischwälder zu überführen.

## Betreuung
Wissenschaftlich betreut wird der Schonwald durch die Forstliche Versuchs- und Forschungsanstalt Baden-Württemberg (BVA).